# Camp de blat amb xiprer
Camp de blat amb xiprer és una sèrie de tres quadres que va pintar Vincent van Gogh l'any 1889. Tots tres quadres van ser pintats en el manicomi de Saint-Paul-de-Mausole, a Saint-Rémy, prop d'Arle, França, on Van Gogh va ser pacient per pròpia voluntat des de 1889 a 1890. Les obres van ser inspirades per les vistes a través de la finsestra de l'asil, de la serra de Les Alpilles.
La primera versió, pintada el mes de juliol, s'exposa al Metropolitan Museum of Art de Nova York. La segona versió del quadre, pintada el setembre del mateix any, està exposada a la National Gallery de Londres. El tercer quadre, que forma part d'una col·lecció privada, també va ser pintat el setembre de 1889.

## Descripció
La imatge mostra camps daurats de blat madur, un xiprer provençal fosc que s'aixeca com un obelisc verd a la dreta d'unes oliveres de color verd més clar a una mitjana distància, amb turons i muntanyes darrere, sota un cel blau atzur ple de núvols blancs i grisos.
La primera versió (F717) va ser pintada a finals de juny de 1889, durant una època en què Van Gogh pintava frenèticament, just després de pintar La nit estelada, una època en què estava fascinat pels xiprers. És probable que el quadre hagi estat pintat a l'aire lliure, quan Van Gogh podia abandonar l'asil. Van Gogh va considerar aquest treball com un dels millors que va fer aquell estiu. En una carta al seu germà Theo, escrita el 2 de juliol de 1889, Vincent va parlar d'aquest quadre: "tinc un llenç de xiprers amb unes espigues de blat, unes roselles, un cel blau com un tros de quadres escocesos; aquest últim pintat amb un impasto gruixut com els de Monticelli, i els camps de blat al sol, que representen la calor extrema, també pintats gruixuts".

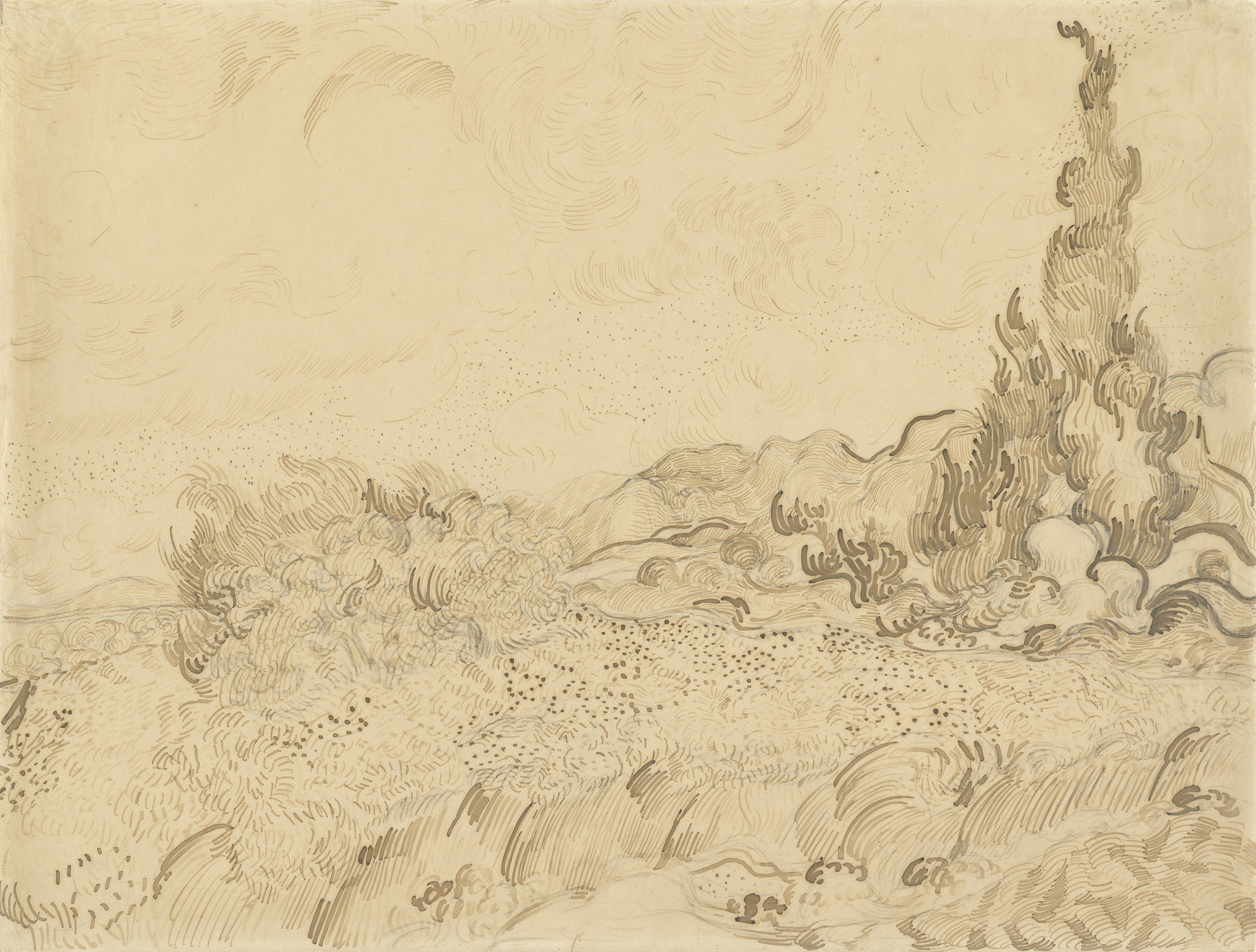
Dibuix amb ploma de canya, al Museu Van Gogh a Àmsterdam (F1538)

Van Gogh va patir greus atacs de malalties mentals a finals de juliol i principis d'agost, va poder tornar a pintar a finals d'agost i principis de setembre. Després de fer una edició del quadre en ploma de canya vermella, ara en mans del Museu Van Gogh a Àmsterdam, va copiar la composició dues vegades a l'oli al seu estudi: una d'aproximadament la mateixa mida (F615) i una versió més petita (F743). La versió gran del quadre va ser pintada probablement en una sola sessió, amb alguns petits ajustos posteriors per afegir tocs de groc i marró. Van Gogh va esbossar-ne el disseny amb un dibuix subjacent de carbó vegetal; va aplicar pintura fina sobre els xiprers i el cel, i algunes parts del terra, i impasto gruixut en el primer pla dels camps de blat i els núvols de dalt del quadre. Característicament, va preferir el blanc brillant de l'òxid de zinc al blanc de plom, tot i les seves males qualitats d'assecat, incloint en la seva paleta el blau de cobalt, el groc de crom, el verd veronès i el verd esmeralda, amb tocs de vermelló i blau marí sintètic. La versió a l'aire lliure feta el juliol va ser treballada molt més fortament i es pot considerar un assaig de la versió de setembre pintada a l'estudi. Va regalar la versió d'estudi més petita i menys treballada a la seva mare i la seva germana.
Van Gogh va enviar les altres dues versions més grans (les de juliol i setembre) al seu germà a París, posteriorment, el setembre de 1889. La versió de juliol va ser venguda per la vídua del Theo l'any 1900 a l'artista Émile Schuffenecker. Va passar per les mans del col·Leccionista Alexandre Berthier i per les del marxant d'art Paul Cassirer a París, on es va exhibir i fotografia per primer cop a la Galerie Eugène Druet, el novembre de 1909. Es va vendre al banquer Franz von Mendelssohn (1865–1935) a Berlín el 1910 i va romandre a la família Mendelssohn a Alemanya i Suïssa fins que va ser venut a l'industrial Emil Bührle a Zurich el 1952. El seu fill, Dieter Bührle, va vendre el quadre al Metropolitan Museum of Art de Nova York per 57 milions de dòlars, utilitzant els fons donats per l'editorial, diplomàtic i publicista Walter Annenberg.
La National Gallery de Londres té una versió similar pintada per Van Gogh a l'estudi el setembre de 1889, comprada a través del Fons Courtauld el 1923. Està sense folre, i mai no va ser ni envernissada ni encerada. La tercera versió, més petita, és en mans d'una col·lecció privada (venguda a través de la casa d'apostes Sotheby's, a Londres el 1970, i posteriorment als Estats Units el 1987).